# Deutsche Lande Deutsche Kunst
Deutsche Lande Deutsche Kunst (vor 1945 zumeist Deutsche Lande / Deutsche Kunst, zuletzt Deutsche Lande, deutsche Kunst) war eine im Deutschen Kunstverlag erschienene Buchreihe.

## Die Reihe vor 1933
Die Buchreihe wurde 1925 von Burkhard Meier, dem damaligen Geschäftsführer des Deutschen Kunstverlages, begründet. Sie entstand durch die Zusammenlegung der beiden Reihentitel Deutsche Lande (ab 1922) und Deutsche Kunst (ab 1921). In den einzelnen Bänden wurden die Bau- und Kunstwerke bedeutender Städte und Landschaften des früheren Heiligen Römischen Reiches und des Deutschordensstaates vorgestellt. Daneben erschienen allerdings auch die beiden Künstler-Monographien über Tilman Riemenschneider und Veit Stoß. Die Texte stammten aus der Feder so namhafter Kunsthistoriker wie Ernst von Niebelschütz oder Wilhelm Pinder. Den Band über Potsdam verfasste der Herausgeber selbst. Die Auflage lag in der Regel bei 5000 Exemplaren. Etliche Titel wurden mit finanzieller Unterstützung der jeweiligen Stadt herausgegeben, da sie der Fremdenverkehrswerbung dienten. In den Büchern wird darauf mehr oder weniger deutlich hingewiesen. Allein von 1926 bis 1932 erschienen über 30 Titel, Neuauflagen nicht mitgezählt.
Die Bände im Format 25,5 × 18,0 cm waren in der Regel in zwei Varianten erhältlich: neben der in Ganzleinen gebundenen Ausgabe gab es zumeist auch eine broschierte. Letztere war ein wenig günstiger. So kostete die Leinenausgabe von Maulbronn 1938 3,– Reichsmark, die broschierte nur 2,– Reichsmark. Für die fest eingebundenen Bände verwendete man zumeist schwarzes Leinen, vereinzelt kamen aber auch Ausgaben heraus, die in rotes oder blaues Leinen eingeschlagen waren. Alle Ausgaben waren mit einem illustrierten Schutzumschlag versehen. 
Zur Standardausstattung gehörte – neben einem einleitenden Text, der in der Regel mit Stichen und Grundrissen angereichert war – ein umfangreicher Tafelteil mit schwarzweißen Abbildungen, die in der Anfangszeit vor allem aus den reichen Beständen der ehemaligen Meßbildanstalt (später: Staatliche Bildstelle) stammten. Es wurden aber auch Fotografen wie Walter Hege und Albert Renger-Patzsch mit der Illustration der Bände beauftragt. Die Texte wurden zwischen 1926 und 1929 in der Tiemann-Mediaeval gesetzt, die dann durch die Futura abgelöst wurde. In den späten 30er Jahren wurden allerdings auch mehrere Bände in Frakturschrift herausgegeben. Ab Ende der 1920er Jahre wurde durchgehend Kunstdruckpapier verwendet.

## Die Buchreihe während des Nationalsozialismus
Auch nach 1933 gedieh die Buchreihe prächtig und es erschienen zahlreiche neue Titel. Der Verlag beauftragte nach der Machtübernahme jedoch keine jüdischen Autoren mehr und so kam ein Titel über Göttingen nicht zustande, da der als Autor vorgesehene Kunsthistoriker Wolfgang Stechow als „Halbjude leider nicht mehr“ in Frage kam. Der Verlag profitierte von der expansiven Außenpolitik der Nationalsozialisten und veröffentlichte 1938, kaum dass der Anschluss Österreichs erfolgt war, einen neuen Band über Wien. Allerdings war die Buchreihe auch schon vor der Machtübernahme nicht auf das damalige Staatsgebiet beschränkt gewesen, wie beispielsweise der 1928 über Kärnten erschienene Band beweist. Ab 1943 erschienen aufgrund des kriegsbedingten Materialmangels keine neuen Titel mehr, sondern nur noch Neuauflagen älterer Bände. Man konzentrierte sich vielmehr auf die Produktion der kleinformatigen Führer zu großen Baudenkmälern, für die das knapp gewordene Papier noch ausreichte.

## Die Reihe nach dem Zweiten Weltkrieg
Nach dem Zweiten Weltkrieg wurde die Reihe in der bewährten Form fortgeführt. Dabei wurden nicht nur ältere Titel (München, Nürnberg, Würzburg) neu aufgelegt, sondern es erschienen zahlreiche neue Bände. Allerdings konnte von einigen besonders stark zerstörten Städten (Berlin, Bremen, München, Nürnberg, Ulm) zunächst nur der Vorkriegszustand präsentiert werden, da der Wiederaufbau zu Beginn der 1950er Jahre längst nicht abgeschlossen war und etliche Bauwerke noch immer in Trümmern lagen. Die ehemaligen deutschen Ostgebiete und das Gebiet der neu gegründeten DDR fanden innerhalb der Reihe keine Berücksichtigung mehr (Ausnahmen bildeten der in Zusammenarbeit mit Edition Leipzig publizierte Band Burgen in Sachsen und Thüringen und die Neuauflage des berühmten Pinder-Buches Der Naumburger Dom und seine Bildwerke). So beschränkte sich der von Hans Reuther verfasste Band über das Land am Harz im Gegensatz zu den Vorgänger-Ausgaben von 1939 und 1941 auf die westlichen, zur Bundesrepublik gehörenden Teile. Die nach 1945 erschienenen Darstellungen über die österreichischen Städte Linz, Krems, Salzburg und Braunau werden zwar offiziell zur Reihe gezählt, in den Büchern selbst findet sich aber kein Hinweis darauf.
Auch die Künstlermonographien wurden innerhalb der Reihe fortgesetzt, es erschienen Bände über die Brüder Asam, Balthasar Neumann und Karl Friedrich Schinkel. 
Die Gestaltung der Bücher änderte sich zunächst nicht, jedoch fiel der farbige Kopfschnitt weg und das Kunstdruckpapier fand – von wenigen Ausnahmen abgesehen – nur noch für den Tafelteil Verwendung. Für die Bebilderung wurden nun vorzugsweise renommierte Lichtbildner beauftragt (z. B. Lala Aufsberg, Helga Schmidt-Glassner und Lothar Klimek).

## Die 1970er Jahre: Neues Layout
Ab 1972 erhielten die Bände eine neue Optik: Die schwarzen Schutzumschläge wurden von nun an durchgängig mit einem vierfarbigen Foto versehen und der Leineneinband erhielt statt der bisherigen goldfarbenen Prägung eine weiße. Zudem wurde der Textteil verstärkt durch Farbtafeln bereichert, nachdem schon früher Farbreproduktionen auf dem Titelvorsatz einiger Ausgaben zu finden waren. Doch bereits gegen Mitte der 1970er Jahre zeichnete sich das allmähliche Ende der Reihe ab: Der Konkurrenzdruck durch die geradezu explosionsartig zunehmende Reproduktion der Farbfotografie war zu groß geworden, die große Zeit der „Foto-Grafik“ der 1960er Jahre war Geschichte geworden.

## Das Ende der Reihe
1985 kam mit einer von Irene Markowitz verfassten Monografie über das Schloss Benrath bei Düsseldorf die letzte Neuerscheinung heraus und schon 2 Jahre später wurde die Reihe mit einer broschierten Sonderausgabe des Titels Berlin in der Geschichte seiner Bauten zum 750-jährigen Jubiläum der Stadt endgültig eingestellt. Insgesamt waren mehr als 150 Bände erschienen, die sich zeitweise großer Beliebtheit erfreuten und zum Teil mehrfach aufgelegt wurden (Marburg: 4 Auflagen, Braunschweig und Bremen: 5 Auflagen, München: 6 Auflagen, Nürnberg: 7 Auflagen, Würzburg: 8 Auflagen).

## Sonstiges
Ab 1954 gab der Verlag unter dem Titel Westfälische Kunst eine weitere Reihe heraus, deren Bände über eine ähnliche Ausstattung verfügten.

## Erschienene Bände in alphabetischer Reihenfolge

### A
- Aachen von Erich Stephany. Aufnahmen von Michael Jeiter. 1. Auflage, 36 S. Text, 64 Bilder, 1 Farbtafel, 1974 / 2. Auflage 1976 / 3. Auflage mit weißem Schutzumschlag, 32 S. Text, 64 Bilder, 7 Farbtafeln, 1983
- Allgäu von Alfred Schädler. Aufnahmen von Lala Aufsberg. 52 S. Text, 128 Bilder, 1959
- Alsfeld von Dieter Großmann. Aufnahmen von Erich Müller-Cassel. 48 S. Text, 48 Bilder, 1 Farbtafel, 1960 / 2. Auflage 42 S. Text, 48 Bilder, 3 Farbtafeln, 1976
- Burgen und Schlösser in Altbayern von Heinrich Kreisel. Aufnahmen von Helga Schmidt-Glassner. 72 S. Text, 128 Bilder, 1957
- Das Land Anhalt von Ludwig Grote. Aufnahmen Staatliche Bildstelle. 160 S. Text, 162 Bilder, 1929 (Ganzleinen 8,75 RM, broschiert 6,50 RM)
- Ansbach von August Gebeßler. Aufnahmen von Ingeborg Limmer. 40 S. Text, 64 Bilder, 1964
- Die Brüder Cosmas Damian und Egid Quirin Asam von Erika Hanfstaengl. Aufnahmen von Walter Hege. 64 S. Text, 80 Bilder, 1 Farbtafel, 1955 (Schutzumschlag mit farbigem Titelbild)
- Augsburg von Tilmann Breuer. Aufnahmen von Helga Schmidt-Glassner. 40 S. Text, 92 Bilder, 1 Farbtafel, 1966

### B
- Bad Hersfeld von Waldemar Zillinger. Aufnahmen von Michael Jeiter. 36 S. Text, 48 Bilder, 6 Farbtafeln, 1980
- Baltenland von Niels von Holst. 112 S. Text, 120 Bilder, 1937 / 2. Auflage 1941 / 3. Auflage 1942 / 4. Auflage 1943
- Bamberg von Harald Keller. Aufnahmen von Walter Hege. 56 S. Text, 92 Bilder, 1950 / 2. Auflage 56 S. Text, 96 Bilder, 1956 / 3. Auflage 56 S. Text, 96 Bilder, 1 Farbtafel, 1962 / 4. Auflage 60 Seiten Text, 96 Bilder, 3 Farbtafeln, 1973
- Bamberger Land von Tilmann Breuer. Aufnahmen von Ingeborg Limmer. 64 S. Text, 128 Bilder, 1965
- Barockkirchen in Altbayern und Schwaben von Gustav Barthel. Aufnahmen von Walter Hege. 48 S. Text, 96 Bilder, 1 Farbtafel, 1953 / 2. Auflage 56 S. Text, 120 Bilder, 3 Farbtafeln, 1960 / Neubearbeitung unter dem Titel Barockkirchen in Altbayern, Schwaben und in der Schweiz, weißes Leinen mit weißem Schutzumschlag, Aufnahmen von A. F. Kersting. 68 S. Text, 132 Bilder, 6 Farbtafeln, 1971 (Zwei frühere Ausgaben waren 1938 und 1941 in der Reihe Deutsche Dome erschienen)
- Schloß Benrath von Irene Markowitz. Aufnahmen von Michael Jeiter. Weißes Leinen mit weißem Schutzumschlag, 29 Bilder, 9 Farbtafeln, 1985
- Berlin vor der Zerstörung von Paul Ortwin Rave. Aufnahmen von Otto Hegemann. 32 S. Text, 96 Bilder, 1948 / 2. Auflage 32 S. Text, 96 Bilder, 1949 / 3. Auflage 32 S. Text, 80 Bilder, 1952
- Berlin in der Geschichte seiner Bauten von Paul Ortwin Rave. Aufnahmen von H. Urbschat und H. J. Fischer. 64 S. Text, 100 Bilder, 1960 / 2. Auflage 68 S. Text, 104 Bilder, 1966 / 3. Auflage bearbeitet von Jan Rave. 60 S. Text, 106 Bilder, 20 Textabbildungen, 4 Farbtafeln, 1976 / 4. Auflage als broschierte Sonderausgabe, 62 S. Text, 106 Bilder, 4 Farbtafeln, 1987
- Der Bodensee, ein Spiegel abendländischer Kunst von Georg Poensgen. Aufnahmen von Helga Schmidt-Glassner und Th. Seeger. 48 S. Text, 120 Bilder, 1951 / Ab der 2. Auflage unter dem Titel: Der Bodensee, 60 S. Text, 160 Bilder, 1 Farbtafel, 1964 / 3. Auflage bearbeitet von W. E. Stopfel. Aufnahmen von Helga Schmidt-Glassner und Thomas Seeger. 68 S. Text, 160 Bilder, 5 Farbtafeln, 1975.
- Die deutsche Kunst in Böhmen und Mähren von Otto Kletzl. Aufnahmen Foto Marburg. 264 S. Text mit 268 Bildern, 1941
- Bonn von Fried Mühlberg. Aufnahmen von Helga Schmidt-Glassner. 32 S. Text, 72 Bilder, 1951
- Braunau am Inn von Reiner Reinisch. Aufnahmen von Werner Neumeister. 40 S. Text, 64 Bilder, 1 Farbtafel, 1974
- Braunschweig von Paul Jonas Meier. Aufnahmen Staatliche Bildstelle. 120 S. Text, 105 Bilder, 1929 / 2., verbesserte Auflage, 120 S. Text, 105 Bilder, 1931
- Braunschweig von Otto Stelzer. Aufnahmen von Willi Birker. 32 S. Text, 72 Bilder, 1952 / 2. Auflage, 32 S. Text, 80 Bilder, 1965
- Braunschweig von Reinhard Ließ. Aufnahmen von Willi Birker. 5., in Text und Bildern völlig veränderte Auflage, 40 S. Text, 72 Bilder, 8 Farbtafeln, 1980
- Bremen von Eberhard Lutze. Aufnahmen von Lala Aufsberg. 36 S. Text, 72 Bilder, 1953 / 2. Auflage, 52 S. Text, 80 Bilder, 1 Farbtafel, 1965.
- Bremen und Bremerhaven von Volker Plagemann. Aufnahmen von Lothar Klimek. 64 S. Text, 76 Bilder, 6 Farbtafeln, 1979
- Breslau von Werner Güttel. Einleitung von Eugen Kühnemann. Aufnahmen Staatliche Bildstelle. 116 S. Text, 121 Bilder, 1929 / 2. Auflage bearbeitet von Günter Grundmann. 116 S. Text, 121 Bilder, 1936

### C
- Celle und Wienhausen von V. C. Habicht. Aufnahmen Staatliche Bildstelle. 60 S. Text, 68 Bilder, 1930 (Ganzleinen 6,– RM, broschiert 4,– RM)
- Celle und Kloster Wienhausen von Oskar Karpa. Aufnahmen von Willi Birker. 36 S. Text, 56 Bilder, 1953

### D
- Danzig von Erich Keyser. Aufnahmen Staatliche Bildstelle. 40 S. Text, 80 Bilder, 1928 (rotes Leinen) / 2. Auflage 116 S. Text, 102 Bilder, 1934 / 3. Auflage, 116 S. Text, 100 Bilder, 1938 / 4. Auflage, 120 S. Text, 1942
- Darmstadt von Heinz Biehn. Aufnahmen von Ingeborg Limmer. 44 S. Text, 64 Bilder, 1 Farbtafel, 1970
- Dinkelsbühl von August Gebeßler. Aufnahmen von Lala Aufsberg. 40 S. Text, 72 Bilder, 1962
- Die Donau von Passau bis zur Reichsgrenze von Justus Schmidt. Aufnahmen von Helga-Glassner. 36 S. Text, 120 Bilder, 1938 / 2. Auflage 1940 / 3. Auflage 1942. In Gemeinschaft mit dem Verlag Anton Schroll, Wien.
- Die Donau von der Quelle bis Passau von Hans Pflug. Aufnahmen von Helga Glassner. 40 S. Text, 128 Bilder, 1939 / 2. Auflage 1942 / 3. Auflage bearbeitet von R. Schmidt und M. Petzet. 56 S. Text, 140 Bilder, 1960
- Dresden von Erich Hänel. Aufnahmen Sächsische Bildstelle. 16 S. Text, 37 Bilder, 1935 / 2. Auflage 1938
- Düsseldorf von Anna Klapheck. Aufnahmen von Ruth Hallensleben. 52 S. Text, 80 Bilder, 3 Farbtafeln, 1971 / 2. Auflage mit Aufnahmen von Ruth Hallensleben und Michael Jeiter. 52 S. Text, 80 Bilder, 4 Farbtafeln, 1977.

### E
- Elbing von Karl Heinz Klasen. Aufnahmen Staatliche Bildstelle. 16 S. Text, 37 Bilder, 1931
- Erfurt von Herbert Kunze. Aufnahmen von Eduard Bissinger. 30 S. Text, 80 Bilder, 1928 (Ganzleinen 6,– RM, broschiert 4,– RM)
- Essen von Paul Joseph Cremers. 92 S. Text, 94 Bilder, 1937

### F
- Burgen und Schlösser in Franken von Heinrich Kreisel. Aufnahmen von Helga Schmidt-Glassner. 56 S. Text, 96 Bilder, 1955
- Fürstenschlösser in Franken von Heinrich Kreisel. Aufnahmen von Leo Gundermann. 132 S. Text, 126 Bilder, 1936 / 2. Auflage 136 S. Text, 110 Bilder, 1942
- Kaiserpfalzen und Ritterburgen in Franken und Thüringen von Walter Hotz. Aufnahmen von Karl Christian Raulfs. 44 S. Text, 104 Bilder, 1940
- Frankfurt am Main von Adolf Feulner. Aufnahmen Staatliche Bildstelle. 128 S. Text, 124 Bilder, 1936 / 2. Auflage 1938
- Frankfurt am Main von Gerhard Bott. Aufnahmen Staatliche Bildstelle. 48 S. Text, 80 Bilder, 1953
- Freiburg im Breisgau von Kurt Bauch. Aufnahmen von Helga Schmidt-Glassner. 32 S. Text, 64 Bilder, 1953
- Fulda von Ernst Kramer. Aufnahmen von Hans Retzlaff. 36 S. Text, 64 Bilder, 1953 / 2. Auflage, 36 S. Text, 64 Bilder, 1962 / 3. Auflage, Aufnahmen von Hans Retzlaff und Rolf Kreuder. 48 S. Text, 68 Bilder, 1973

### G
- Gießen und die Wetterau von Ottmar Kerber. Aufnahmen von Josef Jeiter. 56 S. Text, 104 Bilder, 1964
- Goslar von Karl G. Bruchmann. Aufnahmen von Helga Schmidt-Glassner. 32 S. Text, 64 Bilder, 1952
- Goslar von Werner Hillebrand. 2., völlig neu bearbeitete Auflage 40 S. Text, 48 Bilder, 2 Farbtafeln, 1972 / 3., veränderte Auflage mit weißem Schutzumschlag, 40 S. Text, 48 Bilder, 8 Farbtafeln, 1985
- Güstrow von Oscar Gehrig. Aufnahmen Staatliche Bildstelle. 32 Seiten Text, 33 Bilder, 1928 (Ganzleinen 5,– RM, broschiert 3,– RM)

### H
- Halberstadt von Ernst von Niebelschütz. 72 S. Text, 78 Bilder, 1931
- Hamburg von Friedhelm Grundmann. Aufnahmen von Jens Rheinländer. 46 S. Text, 70 Bilder, 4 Farbtafeln, 1978
- Hannover von Georg Hoeltje. Aufnahmen Staatliche Bildstelle. 108 S. Text, 104 Bilder, 1931
- Das alte Hannover von Hermann Deckert und Hans Roggenkamp. 32 S. Text, 72 Bilder, 1952
- Der Landkreis Hannover: Kunst und Kultur beiderseits der Leine von Konrad Maier. Aufnahmen von Heike Seewald. 48 S. Text, 96 Bilder, 6 Farbtafeln, 1981
- Der Harz, ein Kernland deutscher Kunst von Ernst von Niebelschütz. 136 S. Text, 134 Bilder, 1939 / 2. Auflage 1941
- Land am Harz von Hans Reuther. Aufnahmen von Lothar Klimek. 52 S. Text, 132 Bilder, 1 Farbtafel. 1966
- Heidelberg von Georg Poensgen. Aufnahmen von Helga Schmidt-Glassner. 48 S. Text, 80 Bilder, 1955
- Heidelberg und das Neckartal von Hubert Schrade. 96 S. Text, 96 Bilder, 1941
- Helmstedt und das Land um den Elm von Otto Stelzer. Aufnahmen von Willi Birker. 32 S. Text, 64 Bilder, 1954 / 2. Auflage, 32 S. Text, 68 Bilder, 1964.
- Herrenhausen, die Sommerresidenz der Welfen von Udo von Alvensleben. Aufnahmen von Axel Dieter Mayen. 44 S. Text, 40 Bilder, 1929 / 2. Auflage, Text in Frakturschrift, 40 Bilder, 1939
- Hildesheim von Otto Beyse. Aufnahmen Staatliche Bildstelle. 38 S. Text, 80 Bilder, 1926 (auch als englische Ausgabe erschienen) / 2. Auflage 1934 / 3. Auflage, 44 S. Text in Frakturschrift, 88 Bilder, 1938
- Hohenloher Land von Richard Schmidt. Aufnahmen von Helga Schmidt-Glassner. 60 S. Text, 100 Bilder, 1956 / 2. Auflage, 60 S. Text, 108 Bilder, 1960 / 3. Auflage, 60 S. Text, 108 Bilder, 1971.
- Hohenzollern von Walther Genzmer. Aufnahmen von Helga Schmidt-Glassner. 36 S. Text, 96 Bilder, 1955

### K
- Kärnten von Max Pirker. Herausgegeben von der Landeskommission für Fremdenverkehr. Blaues Leinen, 44 S. Text, 80 Bilder, 1928
- Karlsruhe von Carl Helmut Bohtz. Aufnahmen von Lala Aufsberg. 52 S. Text, 64 Bilder, 1 Farbtafel, 1970
- Kassel, Wilhelmshöhe und Wilhelmsthal von Walter Kramm. Aufnahmen Staatliche Bildstelle. 96 S. Text mit 95 Bildern, 1933 / 2. Auflage 36 S. Text, 80 Bilder, 1951
- Koblenz mit Ehrenbreitstein und Stolzenfels von Magnus Backes. Aufnahmen von Michael Jeiter. 60 S. Text, 64 Bilder, 1 Farbtafel, 1973
- Köln von Herbert Rode. Aufnahmen von Ruth Hallensleben. 92 S. Text, 120 Bilder, 1 Farbtafel, 1968 - Eine Ausgabe von Adolf Feulner mit Aufnahmen der Staatlichen Bildstelle ist vor der Fertigstellung 1943 verbrannt.
- Krakau von Dagobert Frey. Aufnahmen von Edgar Titzenthaler. 48 S. Text, 96 Bilder, 1941
- Krems an der Donau von Harry Kühnel. 32 S. Text, 64 Bilder, 1 Farbtafel, 1968
- Kronen und Kleinodien – Meisterwerke aus den Schatzkammern der Residenz zu München von Hans Thoma. Aufnahmen von Walter Hege. 32 S. Text, 80 Bilder, 4 Farbtafeln, 1955

### L
- Die Lahn von Hans Feldtkeller. Aufnahmen von Josef Jeiter. 52 S. Text, 136 Bilder, 1965
- Herzogtum Lauenburg von Alfred Kamphausen. Aufnahmen von Willi Birker. 32 S. Text, 64 Bilder, 1959
- Linz an der Donau von Justus Schmidt. Aufnahmen von Hans Wöhrl. 32 S. Text, 80 Bilder, 1959
- Neues Linz von Justus Schmidt. Aufnahmen von Hans Wöhrl. Cremefarbenes Leinen, 32 S. Text, 64 Bilder, 1961
- Lübeck von Hans Schröder. Aufnahmen von Wilhelm Castelli. 48 S. Text in Frakturschrift, 120 Bilder. 1940 / 2. Auflage 1943
- Lübeck von Arnold Gräbke. Aufnahmen von Wilhelm Castelli. 32 S. Text, 80 Bilder, 1953
- Lübeck von Max Hasse. Aufnahmen von Wilhelm Castelli. 3. Fassung, 40 S. Text, 100 Bilder, 1963 / 5., veränderte und verbesserte Auflage, 44 S. Text, 100 Bilder, 1 Farbtafel, 1973
- Lüneburg von Franz Krüger. Aufnahmen Staatliche Bildstelle.40 S. Text, 55 Bilder, 1928 - Ganzleinen 5,– RM, broschiert 3,– RM
- Lüneburg von Joachim Matthaei. 36 S. Text, 64 Bilder, 1950 / 2. Auflage mit Aufnahmen von Otto und Jens Rheinländer. 36 S. Text, 64 Bilder, 1 Farbtafel, 1965 / 3. Auflage mit Aufnahmen von Jens und Otto Rheinländer, Lothar Klimek. 36 S. Text, 64 Bilder, 4 Farbtafeln, 1978
- Die Lüneburger Heide: Kunst und Kultur im ehemaligen Fürstentum Lüneburg von Konrad Maier. Aufnahmen von Lothar Klimek. 40 S. Text, 72 Bilder, 5 Farbtafeln, 1978.

### M
- Magdeburg von Ernst von Niebelschütz. 96 S. Text, 102 Bilder, 1929 (Ganzleinen 5,– RM, broschiert 3,– RM)
- Der Main von Alexander von Reitzenstein. Aufnahmen von Leo Gundermann. 44 S. Text, 148 Bilder, 1960
- Mainz von Wolfgang Fritz Volbach. Aufnahmen Staatliche Bildstelle. 36 S. Text, 80 Bilder, 1928
- Mainz von Karl Heinz Esser. Aufnahmen von Helga Schmidt-Glassner. 44 S. Text, 80 Bilder, 1961 / 2. Auflage, 52 S. Text, 80 Bilder, 1 Farbtafel, 1969.
- Marburg an der Lahn von Werner Meyer-Barkhausen. Aufnahmen Bildarchiv Foto Marburg. 36 S. Text, 62 Bilder, 1951 / 2. Auflage, 40 S. Text, 72 Bilder, 1 Farbtafel, 1957 / 3. Auflage bearbeitet von Dieter Großmann. 44 S. Text, 72 Bilder, 1 Farbtafel, 1963 / 4. Auflage, 44 S. Text, 72 Bilder, 1 Farbtafel, 1969
- Marienburg und Marienwerder von Karl Heinz Clasen. Aufnahmen Staatl. Bildstelle. 36 S. Text, 56 Bilder, 1931
- Kloster Maulbronn von Otto Linck. Aufnahmen Landesbildstelle Württemberg. 32 S. Text, 48 Bilder, 1938
- Mecklenburg von Werner Burmeister. Aufnahmen Staatliche Bildstelle. 64 S. Text, 135 Bilder, 1926. Ganzleinen 12,–, broschiert 9,– RM
- Mittelpommern zwischen Peene und Rega von Otto Schmitt. Aufnahmen Staatliche Bildstelle. 28 S. Text, 101 Bilder, 1927 (Ganzleinen 5,50 RM, broschiert 3,50 RM)
- Mittelrhein von Wilhelm Jung. Aufnahmen von Helga Schmidt-Glassner. 88 S. Text, 160 Bilder, 1961
- Die Mosel von Anna Klapheck-Strümpell. Aufnahmen Staatliche Bildstelle. 140 S. Text, 140 Bilder, 1935 / 2. Auflage 1936 / 3. Auflage 1939
- Die Mosel von der Quelle bis zum Rhein von J. A. Schmoll gen. Eisenwerth. Aufnahmen von Heidi und Theodor Seeger. 88 S. Text, 160 Bilder, 1963 / 2. Auflage, 92 S. Text, 160 Bilder, 1 Farbtafel, 1972.
- München von Heinrich Kreisel. 128 S. Text, 127 Bilder, 1934 / 2. Auflage 1938 / 3. Auflage 1942 / 4. Auflage unter dem Titel München, die Stadt als Kunstwerk, 56 S. Text, 96 Bilder, 1950 / 5. Auflage mit Aufnahmen von Fritz Thudichum, 52 S. Text, 96 Bilder, 1958 / 6. Auflage, 54 S. Text, 112 Bilder, 1 Farbtafel, 1969 (Anlässlich der Olympischen Spiele von 1972 wurde die 6. Auflage später durch Aufnahmen vom Olympiapark ergänzt und mit einem neuen Umschlag versehen, der ein vierfarbiges Titelbild aufwies)
- Münster von Martin Wackernagel. Aufnahmen von Albert Renger-Patzsch u. Eduard Bissinger. 92 S. Text, 97 Bilder, 1931 / 2. Auflage, 96 S. Text, 97 Bilder, 1940

### N
- Der Naumburger Dom und der Meister seiner Bildwerke von Wilhelm Pinder. Aufnahmen von Walter Hege. 40 S. Text, 80 Bilder, 1952
- Balthasar Neumann von Max H. von Freeden. Aufnahmen von Walter Hege. 48 S. Text, 88 Bilder, 1 Farbtafel, 1953 (Schutzumschlag mit farbigem Titelbild) / 2. Auflage, 72 S. Text, 92 Bilder, 1963 (Schutzumschlag mit schwarzweißem Titelbild) – Eine dritte, in Text und Bild bearbeitete und erweiterte Auflage des Buches erschien 1981 außerhalb dieser Reihe in einem größeren Format
- Niederrhein von Hartwig Beseler. Aufnahmen von Ruth Hallensleben. 64 S. Text, 160 Bilder, 1962
- Nürnberg von Friedrich Kriegbaum. Aufnahmen Staatliche Bildstelle. 48 S. Text, 128 Bilder, 1937 / 2. Auflage 1939 / 3. Auflage 1944 / 4. Auflage unter dem Titel Nürnberg vor der Zerstörung, 40 S. Text, 88 Bilder, 1950 / 5. Auflage, bearbeitet von Theodor Müller. Aufnahmen von Lala Aufsberg. 48 S. Text, 100 Bilder, 2 Farbtafeln, 1961 / 6. Auflage, 52 S. Text, 104 Bilder, 2 Farbtafeln, 1967 / 7. Auflage, 50 S. Text, 104 Bilder, 5 Farbtafeln, 1978.

### O
- Oberrhein, Elsaß, Breisgau, Ortenau von Michael Meier. Aufnahmen von Albert Renger-Patzsch und Jeannie le Brun. 76 S. Text, 140 Bilder, 1959
- Odenwald und Spessart von Walter Hotz. Aufnahmen von Lala Aufsberg. 64 S. Text, 152 Bilder, 1965 / 2. Auflage, 72 S. Text, 152 Bilder, 1 Farbtafel, 1974
- Oldenburger Land von Gerhard Wietek. Aufnahmen von Harald Busch. 48 S. Text, 100 Bilder, 1956 / 2. Auflage, 48 S. Text, 100 Bilder, 1 Farbtafel, 1974
- Osnabrück von Roswitha Poppe. Aufnahmen von Lothar Klimek. 40 S. Text, 64 Bilder, 1 Farbtafel, 1972
- Der Dom zu Osnabrück von Hans Thümmler. Aufnahmen von Wilhelm Rösch. 40 S. Text, 52 Bilder, 1954
- Ostfriesland von Eberhard Lutze. Aufnahmen von Lothar Klimek. 72 S. Text, 128 Bilder, 1 Farbtafel, 1967 / 2. Auflage, 72 S. Text, 128 Bilder, 2 Farbtafeln, 1973 / 3. Auflage bearbeitet von Konrad Maier. 64 S. Text, 96 Bilder, 8 Farbtafeln, 1980
- Ostpommern östlich der Rega von Otto Schmitt. Aufnahmen Staatliche Bildstelle. 24 S. Text, 80 Bilder, 1927 (Ganzleinen 5,50 RM, broschiert 3,50 RM)

### P
- Die Pfalz von Hans Erich Kubach. Aufnahmen von Lala Aufsberg. 72 S. Text, 132 Bilder 1959 / 2. Auflage 80 S. Text, 148 Bilder, 1966
- Pommern (Gesamtausgabe, bestehend aus den Bänden: Mittelpommern. Ostpommern, Stettin, Stralsund, Westpommern) von Fritz Adler, Carl Fredrich, Otto Schmitt. Einleitung Martin Wehrmann. Aufnahmen Staatliche Bildstelle. 160 S. Text, 353 Bilder, 1927 (Ganzleinen 17,50 RM)
- Potsdam, Schlösser und Gärten von Burkhard Meier. Aufnahmen Staatliche Bildstelle. 36 S. Text, 88 Bilder, 1926 (englische Ausgabe unter dem Titel Potsdam, Palaces and gardens) / 2. Auflage 1928 / 3. Auflage, 36 S. Text, 89 Bilder, 1930 (französische Ausgabe unter dem Titel Potsdam : Ses châteaux et ses parcs) / 4. Auflage 1935 / 5. Auflage 40 S. Text, 96 Bilder, 1937 / 6. Auflage, Text in Frakturschrift, 1939
- Prag von Karl M. Swoboda. Aufnahmen von Helga Schmidt-Glassner. 148 S. Text, 127 Bilder, 1941

### R
- Regensburg von Walter Boll. Aufnahmen von Hans Retzlaff. 56 S. Text, 88 Bilder, 1954 / 2. Auflage, 60 S. Text, 96 Bilder, 1963 / 3. Auflage, 72 S. Text, 112 Bilder, 1969 / 4. Auflage mit Aufnahmen von Werner Neumeister und W. Spitta. 80 S. Text, 96 Bilder, 7 Farbtafeln, 1983.
- Burgen am Rhein und an der Mosel von Walter Hotz. Aufnahmen von Lala Aufsberg. 48 S. Text, 96 Bilder, 1956
- Rheingau und Taunus von Eberhard Schenk zu Schweinsberg. Aufnahmen von Harald Busch. 48 S. Text, 100 Bilder, 1957
- Die Meisterwerke Tilman Riemenschneiders von Theodor Demmler. Aufnahmen von Leo Gundermann. 108 S. Text, 98 Bilder, 1936 / 2. Auflage 1939
- Tilman Riemenschneider von Max H. von Freeden. Aufnahmen von Walter Hege. 44 S. Text, 100 Bilder, 1 Farbtafel, 1954 / 2. Auflage 48 S. Text, 104 Bilder, 1 Farbtafel, 1959 / 3. Auflage 48 S. Text, 112 Bilder, 1 Farbtafel, 1965 / 4. Auflage, weißes Leinen mit weißem Schutzumschlag, 52 S. Text, 112 Bilder, 2 Farbtafeln, 1972 / 5. Auflage, weißes Leinen mit weißem Schutzumschlag, 52 S. Text, 116 Bilder, 5 Farbtafeln, 1981
- Rostock von Richard Sedlmaier. Aufnahmen Staatliche Bildstelle. 32 S. Text, 57 Bilder, 1931 / 2. Auflage 40 S. Text, 57 Bilder, 1943
- Rothenburg ob der Tauber von Ernst Gall. Aufnahmen von Helga Schmidt-Glassner. 32 S. Text, 80 Bilder, 1955.
- Rothenburg ob der Tauber von Vincent Mayr. 32 S. Text, 64 Bilder, 6 Farbtafeln, 1978.

### S
- Das Land an der Saar von Walther Zimmermann. Aufnahmen Staatliche Bildstelle. 96 S. Text, 97 Bilder, 1931
- Das Saarland von Martin Klewitz. Aufnahmen von Monika von Boch. 60 S. Text, 96 Bilder, 1962 / 2. Auflage 1968 / 3. Auflage mit Aufnahmen von Monika von Boch und J. Lischke. 60 S. Text, 78 Bilder, 7 Farbtafeln, 1982.
- Burgen in Sachsen und Thüringen von Hans-Joachim Mrusek. In Zusammenarbeit mit Edition Leipzig. Aufnahmen von Klaus G. Beyer. 76 S. Text, 128 Bilder, 1965
- Salzburg von Harald Keller. Aufnahmen von Walter Hege. 44 S. Text, 80 Bilder, 1956
- Karl Friedrich Schinkel von Paul Ortwin Rave. 44 S. Text, 3 Farbtafeln, 80 Bilder, 1953 – Eine zweite, stark veränderte Auflage des Bandes erschien 1981 außerhalb dieser Reihe als broschierte Ausgabe, die ein größeres Format aufwies. Sie wurde von Eva Börsch-Supan bearbeitet.
- Schleswig von Fritz Fuglsang. Aufnahmen Staatliche Bildstelle. 68 S. Text, 67 Bilder, 1931
- Schleswig-Holstein von Dietrich Ellger. Aufnahmen von Otto Vollert. 52 S. Text, 100 Bilder, 1956 / 2. Auflage, 56 S. Text, 112 Bilder, 1964 / 3. Auflage, 56 S. Text, 120 Bilder, 1 Farbtafel, 1974.
- Burgen und Schlösser in Schwaben von Richard Schmidt. Aufnahmen von Helga Schmidt-Glassner. 56 S. Text, 128 Bilder, 1958
- Schwäbisch Gmünd von Richard Schmidt. Aufnahmen von Helga Schmidt-Glassner. 44 S. Text, 68 Bilder, 1962 / 2. Auflage, 40 S. Text, 68 Bilder, 1969.
- Schwäbisch Hall von Lucrezia Hartmann. Aufnahmen von Helga Schmidt-Glassner. 40 S. Text, 68 Bilder, 1 Farbtafel, 1970
- Schwarzwald von Richard Schmidt. Aufnahmen von Helga Schmidt-Glassner. 80 S. Text, 160 Bilder, 1Farbtafel, 1965
- Siebenbürgen von Hans Wühr. Aufnahmen von Oskar Netoliczka. 32 S. Text, 72 Bilder, 1934 / 2. Auflage 1942
- Soest von Robert Nissen. Aufnahmen Albert Renger-Patzsch, Eduard Bissinger u. a. 68 S. mit 69 Bildern, 1931 / 2. Auflage, 72 S., 69 Bilder, 1940
- Staufische Reichsburgen am Mittelrhein von Walter Hotz. Aufnahmen von Karl Christian Raulfs. 36 S. Text in Frakturschrift, 72 Bilder, 1937
- Stettin von Carl Fredrich. Aufnahmen Staatliche Bildstelle. 28 S. Text, 47 Bilder, 1927 (Ganzleinen 5,50 RM, broschiert 3,50)
- Veit Stoß von Eberhard Lutze. 48 S. Text, 78 Bilder, 1938 / 2. Auflage 48 S. Text, 84 Bilder, 1940 / 3. Auflage 48 S. Text, 72 Bilder, 1952 / 4. Auflage, 60 S. Text, 92 Bilder, 1 Farbtafel, 1968
- Stralsund von Fritz Adler. Aufnahmen Staatliche Bildstelle. 36 S. Text, 47 Bilder, 1926 / 2. Auflage 36 S. Text, 56 Bilder, 1928 (blaues Leinen) / 3. Auflage 1938
- Stuttgart von Hans Hildebrandt. Aufnahmen Württembergische Bildstelle. 100 S. Text, 104 Bilder, 1933
- Stuttgart von Karl Georg Siegler. Aufnahmen von Helga Schmidt-Glassner. 48 S. Text, 80 Bilder, 1 Farbtafel, 1968

### T
- Thorn von Reinhold Heuer. 40 S. Text, 49 Bilder, 1931 / 2. Auflage 1941
- Trier von Hans Eichler. Aufnahmen von Helga Schmidt-Glassner. 32 S. Text, 88 Bilder, 1952
- Trier von Eberhard Zahn. Aufnahmen von Michael Jeiter. 56 S. Text, 72 Bilder, 8 Farbtafeln, 1976 / 2. Auflage 1982.

### U
- Ulm von Herbert Pée. Aufnahmen von Helga Schmidt-Glassner. 32 S. Text, 64 Bilder, 1954 / 2. Auflage 36 S. Text, 72 Bilder, 1 Farbtafel, 1967

### W
- Waldecker Land von Wolfgang Medding. Aufnahmen von Hed Wimmer. 40 S. Text, 80 Bilder, 1961.
- Die Weser von Ernst Wolfgang Mick. Aufnahmen von Lothar Klimek. 64 S. Text, 156 Bilder, 1962
- Die westfälischen Dome Paderborn, Soest, Osnabrück, Minden und Münster von Werner Burmeister. Aufnahmen von Walter Hege. 68 S. Text, 80 Bilder, 1951
- Westpommern, Neuvorpommern und Rügen von Fritz Adler. Aufnahmen: Staatliche Bildstelle. 32 S. Text, 79 Bilder, 1927 (Ganzleinen 5,50 RM, broschiert 3,50 RM)
- Wien von Justus Schmidt. 168 S. Text, 165 Bilder, 1938 / 2. Auflage 1939 / 3. Auflage 1941. Gemeinschaftsproduktion mit dem Verlag Anton Schroll, Wien
- Wismar von Werner Burmeister. Aufnahmen: Staatliche Bildstelle. 36 S. Text, 47 Bilder, 1926 / 2. Auflage unter dem Titel: Seestadt Wismar in Frakturschrift, 1938
- Die Lutherstadt Wittenberg und Torgau von Oskar Thulin. Aufnahmen: Staatliche Bildstelle. 40 S. Text, 80 Bilder, 1932 / 2. Auflage unter dem Titel: Die Lutherstadt Wittenberg. 48 S. Text, 80 Bilder, 1942
- Wolfenbüttel von Oskar Karpa. Aufnahmen von Walter Hege. 32 S. Text, 48 Bilder, 1951 / 2. Auflage bearbeitet von Hans Herbert Möller. Aufnahmen von Willi Birker. 32 S. Text, 48 Bilder, 1965
- Worms von Georg Illert. Aufnahmen von Helga Schmidt-Glassner. 48 S. Text, 64 Bilder, 1 Farbtafel, 1970
- Würzburg von Heinrich Kreisel. Aufnahmen von Leo Gundermann. 116 S. Text, 115 Bilder, 1930 / 2. Auflage, 120 S. Text, 114 Bilder, 1933 / 3. Auflage 1937 / 4. Auflage 1941 / 5. Auflage unter dem Titel: Würzburg, die alte Stadt. 44 S. Text, 96 Bilder, 1951 / 6. Auflage, 56 S. Text, 96 Bilder, 1955 / 7. Auflage, 56 S. Text, 96 Bilder, 3 Farbtafeln, 1962 / 8. Auflage, 54 S. Text, 3 Farbtafeln 100 Bilder, 1969 (die Ausgabe wurde später mit einem neuen Schutzumschlag versehen, der ein vierfarbiges Titelbild aufwies)

## Nach Erscheinungsjahr

### 1926
- Hildesheim, 1. Aufl.
- Mecklenburg
- Potsdam, Schlösser und Gärten, 1. Aufl.
- Stralsund, 1. Aufl.
- Wismar, 1. Auflage

### 1927
- Mittelpommern zwischen Peene und Rega
- Ostpommern östlich der Rega
- Pommern, Gesamtausgabe
- Stettin
- Westvorpommern, Neuvorpommern und Rügen

### 1928
- Danzig
- Erfurt
- Kärnten
- Güstrow
- Lüneburg (Krüger)
- Mainz (Volbach)
- Potsdam, Schlösser und Gärten, 2. Aufl.
- Stralsund, 2. Aufl.

### 1929
- Das Land Anhalt
- Braunschweig, 1. Aufl.
- Breslau, 1. Aufl.
- Herrenhausen, 1. Aufl.
- Magdeburg

### 1930
- Celle und Wienhausen
- Potsdam, Schlösser und Gärten, 3. Aufl.
- Würzburg, 1. Aufl.

### 1931
- Elbing
- Hannover (Hoeltje)
- Marienburg und Marienwerder
- Münster (Wackernagel), 1. Aufl.
- Rostock, 1. Aufl.
- Land an der Saar
- Schleswig
- Soest, 1. Aufl.
- Thorn, 1. Aufl.

### 1932
- Wittenberg und Torgau

### 1933
- Kassel, Wilhelmshöhe und Wilhelmsthal, 1. Aufl.
- Stuttgart, 1. Aufl.
- Würzburg, 2. Aufl.

### 1934
- Danzig, 2. Aufl.
- Hildesheim, 2. Aufl.
- München, 1. Aufl.
- Siebenbürgen, 1. Aufl.

### 1935
- Dresden, 1. Aufl.
- Mosel (Klapheck-Strümpell), 1. Aufl.

### 1936
- Breslau, 2. Aufl.
- Fürstenschlösser in Franken, 1. Aufl.
- Mosel (Klapheck-Strümpell), 2. Aufl.
- Potsdam, Schlösser und Gärten, 4. Aufl.
- Tilman Riemenschneider (Demmler), 1. Aufl.

### 1937
- Baltenland 1. Aufl.
- Essen
- Halberstadt
- Nürnberg, 1. Aufl.
- Potsdam, Schlösser und Gärten, 5. Aufl.
- Staufische Reichsburgen
- Würzburg, 3. Aufl.

### 1938
- Danzig, 3. Aufl.
- Die Donau von Passau bis zur Reichsgrenze, 1. Aufl.
- Dresden, 2. Aufl.
- Frankfurt am Main (Feulner)
- Hildesheim, 3. Aufl.
- Kloster Maulbronn
- Maulbronn 1. Aufl.
- München, 2. Aufl.
- Veit Stoß, 1. Aufl.
- Stralsund, 3. Aufl.
- Wien, 1. Aufl.
- Wismar, 2. Aufl.

### 1939
- Die Donau von der Quelle bis Passau, 1. Aufl.
- Der Harz, ein Kernland deutscher Kunst
- Herrenhausen, 2. Aufl.
- Mosel (Klapheck-Strümpell), 3. Aufl.
- Nürnberg, 2. Aufl.
- Tilman Riemenschneider (Demmler), 2. Aufl.
- Wien, 2. Aufl.

### 1940
- Die Donau von Passau bis zur Reichsgrenze, 2. Aufl.
- Kaiserpfalzen und Ritterburgen in Franken und Thüringen
- Lübeck (Schröder), 1. Aufl.
- Münster, 2. Aufl.
- Potsdam, Schlösser und Gärten, 6. Aufl.
- Soest
- Veit Stoß, 2. Aufl.

### 1941
- Baltenland 2. Aufl.
- Deutsche Kunst in Böhmen und Mähren
- Der Harz, ein Kernland deutscher Kunst, 2. Aufl.
- Heidelberg und das Neckartal
- Krakau
- Prag
- Thorn, 2. Aufl.
- Wien, 3. Aufl.
- Würzburg, 4. Aufl.

### 1942
- Baltenland, 3. Aufl.
- Die Donau von der Quelle bis Passau, 2. Auflage
- Die Donau von Passau bis zur Reichsgrenze
- Fürstenschlösser in Franken, 2. Aufl.
- München, 3. Aufl.
- Siebenbürgen, 2. Aufl.
- Wittenberg, Die Lutherstadt

### 1943
- Baltenland 4. Aufl.
- Lübeck (Schröder), 2. Aufl.
- Rostock, 2. Aufl.

### 1944
- Nürnberg, 3. Aufl.

### 1945
–

### 1946
–

### 1947
–

### 1948
- Berlin vor der Zerstörung, 1. Aufl.

### 1949
- Berlin vor der Zerstörung, 2. Aufl.

### 1950
- Bamberg 1. Aufl.
- Lüneburg (Matthaei), 1. Aufl.
- München, 4. Aufl.
- Nürnberg, 4. Aufl.

### 1951
- Der Bodensee, ein Spiegel abendländischer Kunst, 1. Aufl.
- Bonn
- Kassel, Wilhelmshöhe und Wilhelmstal
- Marburg an der Lahn
- Die Westfälischen Dome Paderborn, Osnabrück, Minden
- Wolfenbüttel, 1. Aufl.
- Würzburg, 5. Aufl.

### 1952
- Berlin vor der Zerstörung, 3. Aufl.
- Braunschweig 1. Aufl.
- Goslar (Bruchmann)
- Hannover (Deckert, Roggenkamp)
- Naumburger Dom
- Veit Stoß, 3. Aufl.
- Trier (Eichler)

### 1953
- Barockkirchen in Altbayern, Schwaben und in der Schweiz
- Bremen, 1. Aufl.
- Celle und Wienhausen
- Frankfurt am Main (Bott)
- Freiburg
- Fulda, 1. Aufl.
- Lübeck (Gräbke)
- Balthasar Neumann
- Karl Friedrich Schinkel

### 1954
- Helmstedt und das Land um den Elm, 1. Aufl.
- Osnabrück, Dom
- Tilman Riemenschneider (von Freeden), 1. Aufl.
- Ulm, 1. Aufl.

### 1955
- Die Brüder Cosmas und Damian Asam
- Burgen und Schlösser in Franken
- Heidelberg
- Hohenzollern
- Kronen und Kleinodien
- Regensburg, 1. Aufl.
- Rothenburg ob der Tauber (Gall)
- Würzburg, 6. Aufl.

### 1956
- Bamberg 2. Aufl.
- Hohenloher Land, 1. Aufl.
- Burgen am Rhein und an der Mosel
- Salzburg
- Schleswig-Holstein, 1. Aufl.

### 1957
- Burgen und Schlösser in Altbayern
- Marburg an der Lahn, 2. Aufl.
- Rheingau und Taunus

### 1958
- Burgen und Schlösser in Schwaben

### 1959
- München, 5. Aufl.
- Allgäu
- Lauenburg
- Linz an der Donau
- Oberrhein, Elsaß, Breisgau, Ortenau
- Die Pfalz, 1. Aufl.
- Tilman Riemenschneider (von Freeden), 2. Aufl.

### 1960
- Alsfeld, 1. Aufl.
- Barockkirchen
- Berlin in der Geschichte seiner Bauten, 1. Aufl.
- Die Donau von der Quelle bis Passau
- Hohenloher Land, 2. Aufl.
- Der Main

### 1961
- Neues Linz
- Mainz (Esser), 1. Aufl.
- Mittelrhein
- Nürnberg, 5. Aufl.
- Waldecker Land

### 1962
- Bamberg 3. Aufl.
- Dinkelsbühl
- Fulda, 2. Aufl.
- Niederrhein
- Das Saarland, 1. Aufl.
- Schwäbisch Gmünd, 1. Aufl.
- Die Weser
- Würzburg, 7. Aufl.

### 1963
- Lübeck (Hasse), 1. Aufl.
- Marburg an der Lahn, 3. Aufl.
- Die Mosel von der Quelle bis zum Rhein
- Balthasar Neumann
- Regensburg, 2. Aufl.

### 1964
- Ansbach
- Der Bodensee, 2. Aufl.
- Gießen und die Wetterau
- Helmstedt und das Land um den Elm, 2. Auflage
- Schleswig-Holstein, 2. Auflage

### 1965
- Bamberger Land
- Braunschweig, 2. Aufl.
- Bremen, 2. Aufl.
- Lahn
- Lüneburg (Matthaei), 2. Aufl.
- Odenwald und Spessart, 1. Aufl.
- Tilman Riemenschneider, 3. Aufl.
- Burgen in Sachsen und Thüringen
- Schwarzwald
- Wolfenbüttel, 2. Aufl.

### 1966
- Augsburg
- Berlin in der Geschichte seiner Bauten, 2. Aufl.
- Land am Harz
- Die Pfalz, 2. Aufl.

### 1967
- Nürnberg, 6. Aufl.
- Ostfriesland, 1. Aufl.
- Ulm, 2. Aufl.

### 1968
- Köln
- Krems an der Donau
- Das Saarland, 2. Aufl.
- Veit Stoß, 4. Aufl.
- Stuttgart

### 1969
- Mainz (Esser), 2. Aufl.
- Marburg an der Lahn, 4. Aufl.
- München, 6. Aufl.
- Regensburg, 3. Aufl.
- Schwäbisch Gmünd, 2. Aufl.
- Würzburg, 8. Aufl.

### 1970
- Darmstadt
- Karlsruhe
- Schwäbisch Hall
- Worms

### 1971
- Barockkirchen in Altbayern, Schwaben und in der Schweiz (Einband: weißes Leinen, weißer Schutzumschlag)
- Düsseldorf, 1. Auflage
- Hohenloher Land, 3. Auflage

### 1972
ab diesem Jahr mit schwarzem Schutzumschlag, vierfarbigem Titelbild und weißer Schriftprägung 
- Goslar (Hillebrand)
- Die Mosel von der Quelle bis zum Rhein, 2. Auflage
- München, ergänzte Neuauflage der 6. Auflage
- Osnabrück
- Tilman Riemenschneider, 4. Auflage (weißes Leinen, weißer Schutzumschlag)

### 1973
- Bamberg, 4. Auflage
- Fulda, 3. Auflage
- Koblenz
- Lübeck (Hasse), 2. Auflage
- Ostfriesland, 2. Auflage

### 1974
- Aachen, 1. Auflage
- Braunau am Inn
- Odenwald und Spessart, 2. Auflage
- Oldenburger Land, 2. Auflage
- Schleswig-Holstein, 3. Auflage

### 1975
- Der Bodensee, 3. Auflage

### 1976
- Aachen, 2. Auflage
- Alsfeld, 2. Auflage
- Berlin in der Geschichte seiner Bauten, 3. Auflage
- Trier, 1. Auflage

### 1977
- Düsseldorf, 2. Auflage

### 1978
- Hamburg
- Lüneburg (Matthaei), 3. Auflage
- Lüneburger Heide
- Nürnberg, 7. Auflage
- Rothenburg ob der Tauber (Mayr)

### 1979
- Bremen und Bremerhaven

### 1980
- Bad Hersfeld
- Braunschweig
- Ostfriesland, 3. Auflage

### 1981
- Landkreis Hannover
- Tilman Riemenschneider, 5. Auflage (Einband: weißes Leinen, weißer Schutzumschlag)

### 1982
- Das Saarland, 3. Auflage
- Trier (Eberhard Zahn), 2. Auflage

### 1983
- Aachen, 3. Auflage (schwarzes Leinen, weißer Schutzumschlag)
- Regensburg, 4. Auflage

### 1984
–

### 1985
- Benrath, Schloß (Einband: weißes Leinen, weißer Schutzumschlag)
- Goslar (Hillebrand), 3. Auflage (Einband: schwarzes Leinen, weißer Schutzumschlag)

### 1986
–

### 1987
- Berlin in der Geschichte seiner Bauten, 4. Auflage (Broschierte Sonderausgabe)

## In der Büchergilde Gutenberg erschienene Lizenzausgaben
- Tilman Riemenschneider von Max H. von Freeden, 1954, 2. Auflage 1959
- Die Mosel von der Quelle bis zur Mündung von Josef A. Schmoll, 1963
- Der Bodensee von Georg Poensgen, 2. Auflage 1964
- Veit Stoß von Eberhard Lutze, 1969